# تپه روشندل اسکل ۱
تپه روشندل اسکل یک مربوط به سده‌های ۷ تا ۱۰ ه.ق است و در شهرستان زابل، بخش مرکزی، ۸۰۰ متری جنوب روستای محمدخان روشندل اسکل واقع شده و این اثر در تاریخ ۲ مرداد ۱۳۸۷ با شمارهٔ ثبت ۲۳۰۵۴ به‌عنوان یکی از آثار ملی ایران به ثبت رسیده است.